# Bangu Atlético Clube

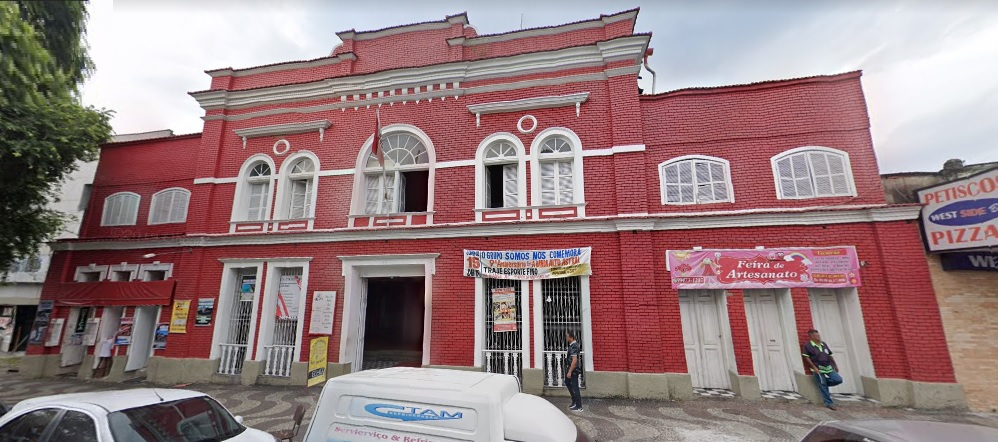
Sede Social: Av.Conêgo de Vasconcelos, 549
Bangu – Rio de Janeiro
Cep: 21810-011 – RJ
Tel: (21) 2035-0342

Bangu Atlético Clube é uma agremiação desportiva brasileira, sediada no bairro Bangu, na cidade do Rio de Janeiro.
O Bangu teve origem junto com a Fábrica Bangu em 6 de fevereiro de 1889, mas embora já fosse praticado o esporte desde este tempo, o clube só viria a ser fundado oficialmente em 17 de abril de 1904. O clube utiliza as cores branca e vermelha, o que lhe dá a alcunha de alvirrubro. Manda seus jogos no Estádio Proletário Guilherme da Silveira, mais conhecido como Moça Bonita, projetado para 15 mil espectadores, mas com a capacidade atual para cerca de 10 mil, cujo recorde de público é de 32.000 espectadores, na partida entre o Bangu e a Seleção Brasileira, no dia 14 de março de 1970, que terminou empatada em 1 a 1.
É um dos clubes mais tradicionais do futebol do Rio de Janeiro, com 110 participações no Campeonato Carioca, sendo o quarto clube que mais participou da primeira divisão estadual, e um dos pioneiros do futebol nacional a contar com jogadores negros e operários em seu elenco, o que contribuiu de maneira decisiva para a democratização do esporte - então elitista em seus primórdios - no Brasil. Foi o primeiro clube de futebol a ter vinculo com uma escola de samba no Brasil, no caso a Unidos de Bangu, em 1966 houve uma grande festa onde a escola trocou suas cores para homenagear o Bangu AC, atualmente a escola usa a sede aquática do clube para fazer seus ensaios. O clube é detentor de honrarias como a Taça de Invencibilidade de 1950, dada pela Federação Chilena de Futebol pela excursão invicta do Bangu ao Chile, onde o clube ficou invicto contra a Seleção Chilena e os dois maiores clubes do país. A Fita Azul Internacional de 1962, honraria dada pela CBD, por fazer 12 partidas de invencibilidade em gramados internacionais contra times estrangeiros. E a Medalha Tiradentes por ser o primeiro time do Brasil a escalar atletas negros. A luta do Bangu foi tão intensa nesta questão, que o clube se retirou do Campeonato Carioca em que era fundador, em 1907, e só voltou ao campeonato quase dez anos depois, quando finalmente a federação aceitou os seus atletas negros.
Seu maior rival no futebol é o America, com o qual disputou por muitas décadas o posto da quinta força do futebol do Rio de Janeiro e com o qual faz o Clássico Bisavô, que recebeu este nome por ser mais antigo que o Clássico Vovô (Botafogo x Fluminense). Sob o sistema do profissionalismo, ambos venceram dois cariocas.
Suas maiores glórias são o torneio amistoso International Soccer League de 1960, em que enfrentou tradicionais times da Europa, e as conquistas do Campeonato Carioca de 1933 e 1966, sendo o primeiro campeão carioca em sua fase profissional. O clube ainda ficou 32 vezes entre os 4 primeiros colocados do Campeonato Carioca, mais recentemente em 2019, quando terminou à frente de Fluminense e Botafogo, em 3º. Em sete edições foi campeão ou vice, tendo tido uma sequência de quatros anos seguidos entre as duas primeiras colocações: 1964 a 1967.  Nacionalmente, o Bangu teve sua grande fase em 1985, quando chegou na final do Brasileirão, tendo sido vice para o Coritiba, que venceu nos pênaltis; o Maracanã apresentava mais de 91.000 pagantes na ocasião.

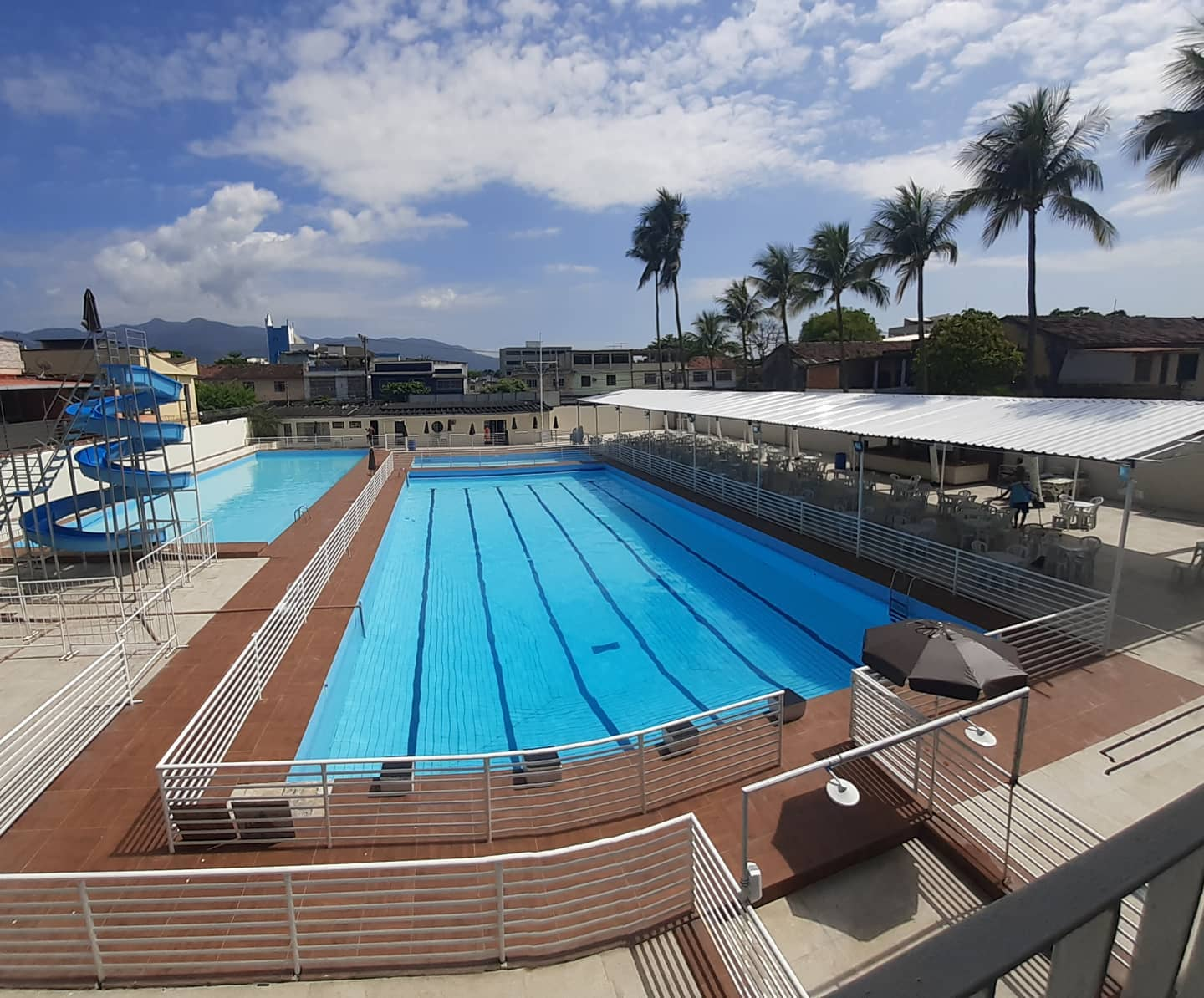
Sede Aquática: Av. Francisco Real, 1445
Bangu – Rio de Janeiro
Cep: 21810-040 – RJ
Tel: (21) 3462 6962

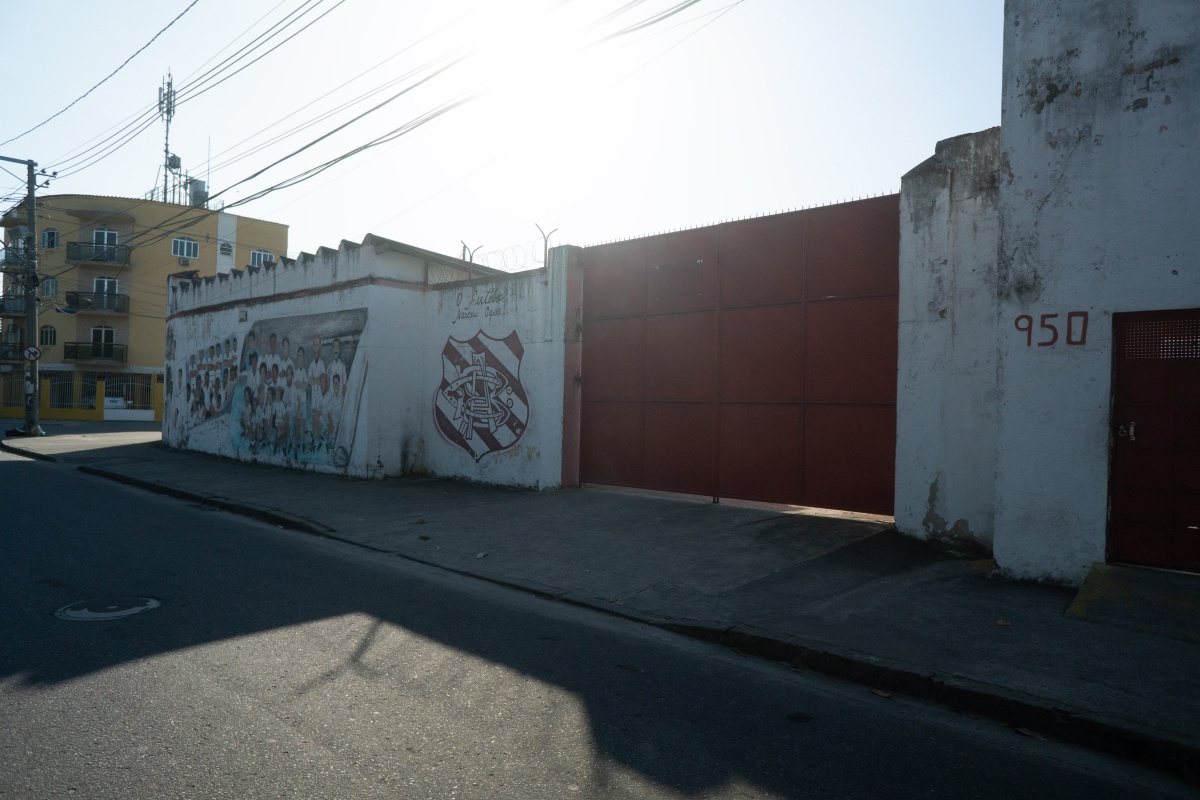
Estádio: Rua Sul América, 950
Bangu – Rio de Janeiro
Cep: 21870-101 – RJ
Tel: (21) 3259-6204

O Bangu possui quarenta e quatro troféus de campeão e mais dezenove de vice-campeão no futebol profissional em geral, sendo treze títulos internacionais, dois deles oficiais. É o décimo segundo clube brasileiro com mais partidas internacionais. Participou uma vez da Taça Libertadores da América, em 1986, sendo o único clube fluminense depois dos quatro grandes a estar presente nesta competição. Foi Vice-campeão Brasileiro (série A) em 1985 e terceiro colocado em 1987. Enfrentou a Seleção Brasileira em oito oportunidades, tendo vencido duas vezes e empatando uma. É o décimo sexto clube brasileiro que mais cedeu jogadores à Seleção Brasileira, com noventa e seis convocações, e o décimo sexto clube que mais cedeu jogadores para Copa do Mundo da FIFA, com quatro convocações, considerando apenas clubes brasileiros. A torcida Banguense se orgulha de já ter tido o atual melhor jogador do mundo em atividade em seu elenco, Zizinho, seu maior jogador de todos os tempos, foi eleito o melhor jogador da Copa do Mundo da FIFA de 1950, quando era jogador do Bangu, e Marinho foi eleito o melhor jogador do Campeonato Brasileiro de 1985, também quando era do Bangu. Outro grande destaque é Zózimo, Campeão da Copa do Mundo da FIFA de 1958 e 1962, sendo jogador do Bangu. Os maiores ídolos do Gigante do Oeste são: Zizinho, Zózimo, Domingos da Guia, Ladislau da Guia, Marinho, Paulo Borges, Ubirajara Motta, entres outros.

## História
A origem do clube de futebol surge na  Fábrica Bangu, que existia no bairro de mesmo nome, localizado na zona oeste da cidade do Rio de Janeiro, antes de mudar-se para a cidade de Petrópolis, no Estado do Rio de Janeiro.  Alguns britânicos que trabalhavam no local, especialmente o escocês Thomas Donohoe, apresentaram o esporte para os brasileiros, trazendo bolas de futebol ao Brasil, ainda no século XIX.
A primeira partida disputada no bairro de Bangu foi em 1894, embora a história "oficial" do início do futebol brasileiro não registre o fato, que conta com farta documentação reunida pelo historiador banguense Carlos Molinari. A versão que indica Charles Miller como introdutor do futebol no Brasil procura desqualificar esse momento, alegando que os jogos realizados anteriormente não ocorreram em campos com medidas oficiais, tampouco com uma organização que previa, entre outras coisas, uniformes às equipes.
Em dezembro de 1903, o inglês Andrew Procter sugeriu a fundação de um "club", após observar o entusiasmo de seus colegas. A fundação ocorreu em 17 de abril de 1904, quando foi fundado oficialmente o Bangu Atlético Clube.
O primeiro jogo aconteceu no dia 24 de julho de 1904, contra o Rio Cricket, clube de origem inglesa de Niterói, com derrota por 5 a 0. Contudo, já no jogo seguinte, o Bangu conquistou sua primeira vitória: 6 a 0 contra o Andaraí.
Em 1905, o Bangu foi um dos fundadores da primeira Federação de Futebol do Estado do Rio de Janeiro e, desde o início, teve seu nome vinculado à classe operária fabril e ao bairro que carrega no nome.
No Campeonato Carioca de 1916 o Bangu terminou empatado com o Botafogo na segunda colocação. O campeão foi o America, com quem o Bangu faz o importante clássico, menos visado na atualidade, mas com uma história gloriosa, America versus Bangu.
O Bangu sempre teve tradição de revelar grandes jogadores e, no final da década de 1920, lançou Domingos da Guia, lenda do futebol brasileiro conhecido como El Divino Mestre, com passagens em outros grandes clubes do Brasil, da Argentina e do Uruguai e pai de outra grande revelação do Bangu, Ademir da Guia.
Em 1921, três importantes jogadores banguenses, Claudionor Corrêa, Américo Pastor e José de Mattos, foram convocados para defender a Seleção Brasileira no Sul Americano, na Argentina, mas como eram operários da Fábrica Bangu, não foram liberados por seus chefes para disputar a competição. Em 1921, o aniversário de 17 anos do clube, o Bangu derrota o Botafogo por 3 a 1 e ganha a Taça James Hartley.
No ano de 1929 o Bangu ganhava o curioso apelido de Mulatinhos Rosados . Há duas versões para a história. Na primeira, o apelido levava em conta que o time do Bangu era formado basicamente por mulatos. Como suas camisas desbotavam ao suarem, as listras vermelhas pareciam rosadas, surgiu o nome. Na segunda versão, o presidente da época, Antônio Pedroso, para responder a um dirigente adversário que dissera "Como tem crioulo neste time!", respondeu: "Crioulos não, mulatinhos rosados". A história ocorrida com o clube brasileiro pioneiro na luta contra o racismo no futebol brasileiro, ainda em 1905, deve ser entendida de maneira extremamente simpática e singela, se não folclórica.
Em 1933, a superioridade do Bangu na conquista de seu primeiro Campeonato Carioca foi incontestável, pois, em 10 jogos, venceu 7, empatou 2 e perdeu apenas 1, com 35 gols em 10 jogos, uma média impressionante de 3,5 gols por jogo. Na final Fluminense versus Bangu, vitória sobre o tricolor por 4 a 0.
Um dos grandes jogadores da história do Bangu foi Zizinho, tendo liderado o Bangu no final da década de 1940 e início da de 1950, conquistando o Torneio Início de 1950, o primeiro título de um clube no Maracanã, o vice-campeonato carioca de 1951 e o Torneio Início do Torneio Rio-São Paulo, também em 1951, na final carioca contra o rival America. Em 2001 Zizinho foi reconhecido e recebeu um diploma oficial do clube como a maior expressão Banguense nos gramados, é considerado por muitos até hoje como maior ídolo do Bangu.
Em 1959, o Bangu foi vice-campeão carioca empatado com o Botafogo, tendo os dois clubes feito uma partida extra para decidir a segunda vaga carioca para a Taça Brasil (o Campeonato Brasileiro da época). Alguns sites, erroneamente, apontam essa partida como decisão do segundo lugar.

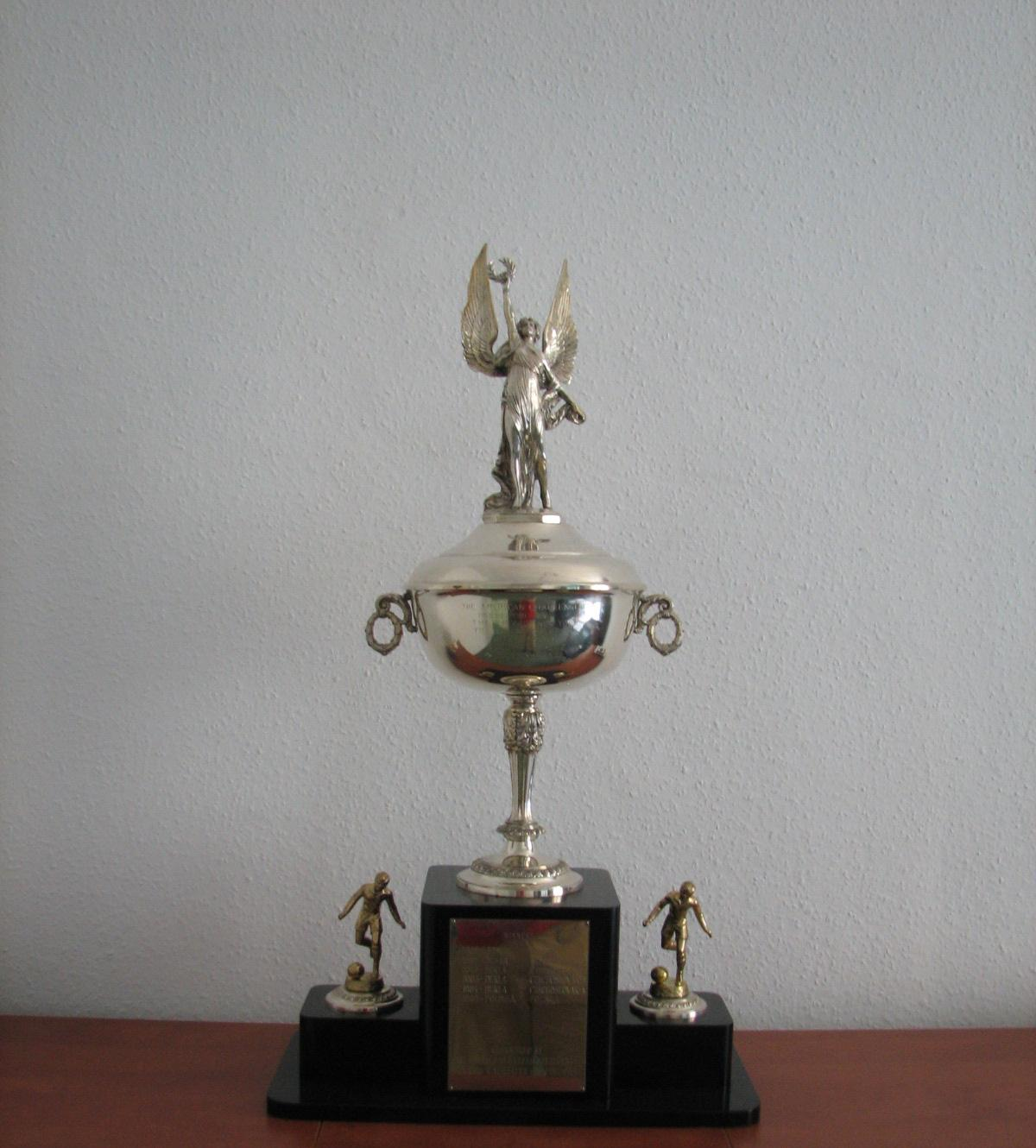
American Challenge Cup, taça da International Soccer League, alcunhada de "o mundial do Bangu".

Em 1960, em Nova York, o Bangu venceu a primeira edição da International Soccer League, levando para casa o troféu American Challenge Cup, após enfrentar Sampdoria (Itália), Rapid Wien (Áustria), Sporting (Portugal), Estrela Vermelha de Belgrado (Iugoslávia), IFK Norrköping (Suécia), e Kilmarnock (Escócia). Sob o comando de Tim, o Bangu conquistara, de maneira invicta, o primeiro torneio de futebol profissional realizado em terras norte-americanas. Uma bela campanha, composta de 5 vitórias e 1 empate, 16 gols a favor e 3 contra (saldo de 13 gols). Ademir da Guia ainda foi eleito o melhor jogador do torneio. Também participaram desta competição, embora o Bangu não tenha chegado a enfrentar, Bayern Munique (Alemanha), Nice (França), Burnley (Inglaterra), New York Americans (EUA) e Glenavon (Irlanda do Norte).
Entre 11 de junho de 1961 e 17 de abril de 1963 o Bangu realizou a sua maior série invicta internacional, com 17 jogos (12 vitórias e 5 empates), enfrentando times e seleções da Inglaterra, Canadá, Escócia, Suriname, Bolívia, Colômbia, Equador e Grécia.
Depois dos vice-campeonatos de 1964 e 1965, finalmente o Bangu reconquistaria o título do Campeonato Carioca de 1966, com 15 vitórias e 2 empates em 18 jogos, e com um 3 a 0 na decisão contra o Club de Regatas do Flamengo, já aos 3 minutos do segundo tempo, fazendo com que o atacante Almir Pernambuquinho, do Flamengo, arrumasse uma enorme briga para acabar de vez com o jogo e não sofrer uma humilhação ainda maior.
Em 1967, ganhou a Copa Minas, um quadrangular interestadual (SP, RJ e MG), que reuniu os dois primeiros de Minas Gerais, além dos campeões de São Paulo e Rio de Janeiro, todos de 1966. O torneio foi organizado pela Federação Mineira de Futebol, sendo uma das edições do Torneio Quadrangular de Belo Horizonte. Em seu site, o clube denomina a competição de Copa dos Campeões, colocando-a como título nacional. Ainda em 1967, o Bangu seria novamente Vice-campeão no Campeonato Carioca, perdendo o título no último jogo para o Botafogo pelo placar de 2 a 1.
Em 14 de março de 1970, jogando no Estádio de Moça Bonita, o Bangu empatou com a Seleção Brasileira que seria tricampeã mundial: 1 a 1.
Em 1984, o Bangu foi campeão da XIV President's Cup da Coreia do Sul, um torneio internacional disputado em Seul, na Coreia do Sul.
Foi vice-campeão no Campeonato Carioca de 1985 e vice-campeão no Campeonato Brasileiro, ao perder a final para o Coritiba nos pênaltis, após empate por 1 a 1 no tempo normal.
Participou, pela primeira vez, da Taça Libertadores da América de 1986. Todavia, seus resultados não foram nada convincentes: dois empates(1 a 1 com o Coritiba e 3 a 3 com o Deportivo Quito) e quatro derrotas (1 a 0 e 2 a 1 para o Barcelona de Guayaquil, 3 a 1 para o Deportivo Quito e 2 a 0 para o Coritiba).
Em 1988 participou do Grupo A da Copa União com jogadores como Barbirotto, Arturzinho e Márcio Rossini e treinado por João Francisco, mas sua campanha infelizmente não foi boa e o time acabou rebaixado para a segunda divisão de 1989 juntamente com o Santa Cruz (PE), Criciúma (SC) e America (RJ).
Foi quarto lugar na Copa Rio de 1995, liderando o Grupo B do Campeonato da Capital. O Botafogo liderou o Grupo A com mais pontos e foi campeão do Campeonato da Capital.
Além dos títulos conquistados, o Bangu teve também, os artilheiros dos campeonatos cariocas de 1920, (Claudionor, 17 gols), 1922, (Pastor, 10 gols), 1930, (Ladislau da Guia, 20 gols), 1933, (Tião, 15 gols), 1935, (Ladislau da Guia, 18 gols), 1963, (Bianchini, 18 gols), 1966, (Paulo Borges, 16 gols), 1967, (Paulo Borges, 13 gols) e em 1984, (Cláudio Adão, 12 gols).
Ladislau da Guia é até hoje o maior artilheiro da história do Bangu, com 229 gols em 333 jogos. Irmão de Domingos da Guia, Médio da Guia e Luiz da Guia, além de tio de Ademir da Guia, todos foram ídolos e craques no Bangu e do futebol brasileiro em geral. Outro jogador da época de Ladislau que merece ser lembrado é Fausto dos Santos, um volante de muita técnica e espírito de liderança, que na Copa do Mundo de 1930, ganhou o apelido de a Maravilha Negra da imprensa uruguaia.

### O Bangu no Século XXI

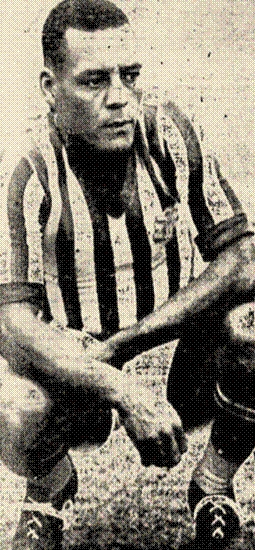
Ladislau da Guia, maior artilheiro do clube com 229 gols em 333 jogos

No ano de 2001, o Bangu ganhou a Medalha Tiradentes, honraria concedida pela Assembleia Legislativa do estado do Rio de Janeiro, por ter sido o Primeiro Clube Brasileiro a escalar atletas negros em seu time, ainda em 1905. Essa foi, é, e será eternamente, a maior conquista do Bangu, dentro ou fora de campo.
Em 2004, o Bangu viveu um momento negro em sua gloriosa história. Foi rebaixado para a Série B do Estadual do Rio de Janeiro no ano de seu centenário, após ser goleado pelo America Football Club. O treinador era Marcelo Cabo.
Em 2008, o Bangu consegue voltar à elite do futebol carioca ao vencer a Série B, competição de que vinha participando nos últimos quatro anos.
No Campeonato Carioca de 2009, depois de um péssimo início, sendo o único time sem vencer, o Bangu mostrou uma excelente recuperação na reta final da Taça Guanabara e da Taça Rio, terminando em sexto lugar e conseguindo uma vaga na Série D, competição que o clube, devido a dificuldades financeiras, abriu mão de disputar.
Em 2010, o clube terminou o campeonato carioca novamente na 6ª colocação. Foi ainda vice-campeão da Copa Rio, tendo perdido a decisão para o Sendas Pão de Açúcar Esporte Clube. Com o vice- campeonato, o Bangu conseguiu uma vaga para a Copa do Brasil de 2011.
Em 2011, o Bangu teve uma campanha pífia no Carioca, ficando na 13ª posição. Na Copa do Brasil o clube conseguiu a sua melhor classificação de sempre, ficando na 29ª posição (eliminando na primeira fase a Portuguesa-SP e sendo eliminado pelo Náutico-PE na segunda fase). Na Copa Rio o Bangu teve um desempenho regular ficando em 4º lugar com 6 vitórias, 4 empates e 6 derrotas.
Em 2011, a equipe do Bangu de Futebol de 7 teve um ano brilhante: foi vice-campeã brasileira, 3ª colocada na Copa do Brasil, campeã do Torneio Rio-Niterói da 3ª divisão e vice-campeã do Torneio Municipal da 4ª divisão.

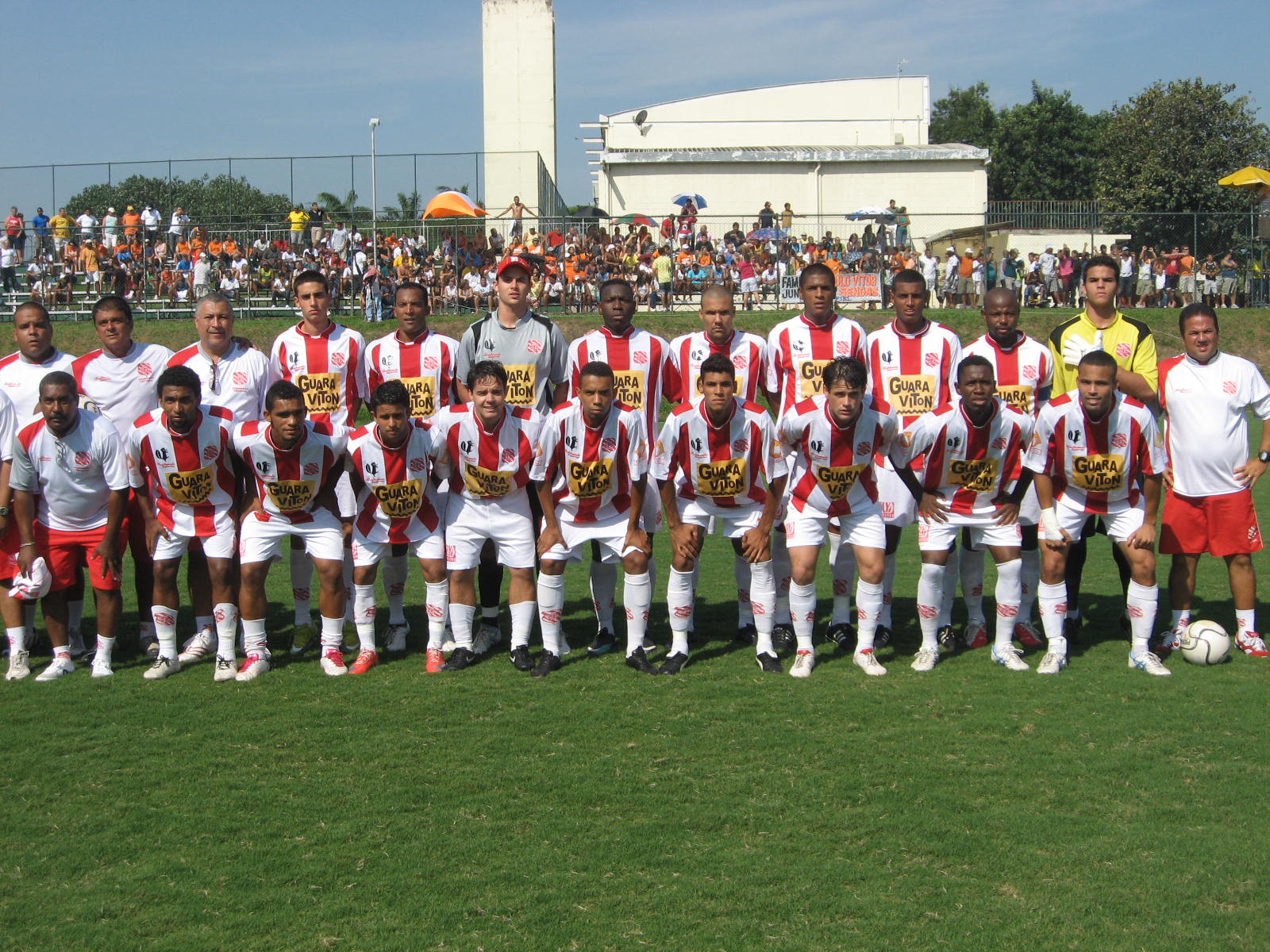
Equipe do Bangu vice-campeã da Copa Rio em 2010.

Em 2012, O clube investiu na reforma de seu estádio, visando receber os clubes grandes nas partidas do Campeonato Carioca. Após um mau início na competição, com duas derrotas nos dois primeiros jogos, o Presidente do Time demitiu seu técnico Marcão e contratou Carlos César para assumir o cargo. Carlos César é demitido na 1ª rodada da Taça Rio e o time contrata Cleimar Rocha, que consegue 4 vitórias, 3 empates e 1 derrota, evitando o rebaixamento e levando o time às semifinais da Taça Rio na maior recuperação da história do Campeonato Carioca. Na semifinal o time perde para o Botafogo por 4 a 2.
No 2º semestre o Bangu fez uma excursão com amistosos pela Europa, contra times da Alemanha, Hungria e também Israel, disputando um total de 10 jogos, com 3 vitórias, 4 empates e 3 derrotas. Nesse 2º semestre também foi disputada a Copa Rio, competição na qual o Bangu se sagrou vice campeão, conquistando vaga para disputar a Copa do Brasil de Futebol de 2013.
Na temporada 2017 o Bangu voltará a disputar uma competição nacional, no caso a Série D. onde se beneficiou após a classificação do Volta Redonda a Série C. Com a vaga em mãos o Bangu começou a se planejar para a temporada e anunciou o midiático atacante Loco Abreu como novo reforço.
Em 2018, o Bangu faz uma boa campanha na Taça Guanabara, avançando para as semifinais, deixando para trás a equipe do Vasco da Gama. Na semifinal, é eliminado após empatar por 2 a 2 com o Boavista, que tinha a vantagem do empate. O bom desempenho não se repetiu na Taça Rio, na qual o Bangu termina em quarto lugar no grupo. No segundo semestre, a participação na Copa Rio foi curta: após entrar na fase oitavas de final, o time é eliminado pelo Friburguense após um gol nos acréscimos.
Na temporada de 2019 o Bangu fez uma de suas melhores campanhas no século, sendo o terceiro colocado no Campeonato Carioca, classificado para a Copa do Brasil de 2020 e para a Série D de 2020. Tendo um dos artilheiros do campeonato, Anderson Lessa, com 7 gols, além de outros jogadores em destaque, como o goleiro Jefferson Paulino, que acabou indo para o Guarani, ao final do estadual, o volante Marcos Júnior, que acabou indo para o Vasco da Gama junto com o outro destaque, o atacante Jairinho, além também do burquinense, Yaya Banhoro.
Em 2025, após perder para o Madureira em Moça Bonita por 3x0, pela penúltima rodada do Campeonato Carioca, o clube foi rebaixado para a Série A2 após 21 anos.

### Pioneirismo
- O Futebol no Brasil nasceu na Fábrica Bangu, na década de 1890.
- Primeiro clube do Rio de Janeiro a escalar um atleta negro, em 1905.

Francisco Carregal foi escalado em 1905. O feito rendeu a Medalha Tiradentes ao clube.
- Participante do primeiro Campeonato Carioca de Futebol, em 1906.

Apenas Fluminense, Botafogo e Bangu são os clubes em atividade que participaram desse campeonato.
- Primeiro clube com presidente mais jovem do Brasil, em 1920.

Ary de Azevedo Franco, eleito presidente do Bangu com apenas 20 anos de idade.
- Primeiro clube do Brasil a ter centro de treinamento - CT, em 1921.

O Bangu concentrava e treinava no Chalé dos Ingleses, depois na Vila Hípica, o local era tão apropriado, que a Seleção Espanhola concentrou e treinou em 1950 na Copa do Mundo da FIFA.
- Primeiro Campeão Carioca de Futebol Profissional, em 1933.

O campeonato realizado pela Liga Carioca de Futebol foi o primeiro campeonato profissional do Rio de Janeiro.
- Primeiro Campeão do Torneio Início de Futebol Profissional, em 1934.

O título conquistado no Estádio de São Januário completou a festa do Campeonato Carioca de 1933.
- Primeiro clube com patrocínio na camisa, em 1948.

Pioneirismo do marketing, o Bangu passou a ser o primeiro clube do Brasil e talvez do mundo a ter patrocínio estampado na camisa.
- Primeiro clube a ter três uniformes de jogo, em 1948.

Pioneirismo nos uniformes, o Bangu passou a ser o primeiro clube do Brasil e talvez do mundo a ter três uniformes de jogo.
- Primeiro clube a conquistar um título no Maracanã, em 1950.

A conquista aconteceu no dia 30 de julho quando o Bangu bateu o Vasco da Gama na final por 3 a 2 ( Torneio Início).
- Primeiro clube de futebol a ter vinculo informal com uma escola de samba no Brasil, em 1966.

As cores oficiais da Unidos de Bangu eram o azul e o branco. A cor vermelha e branca somente foi adotada em 1966, em homenagem, após o segundo título do campeonato carioca conquistado pelo Bangu Atlético Clube. Pioneirismo este copiado no Estado de São Paulo, como pela Gaviões da Fiel e Camisa 12 (Corinthians), Mancha Verde e TUP (Palmeiras), Dragões da Real e Torcida Independente (São Paulo), Torcida Jovem (Santos), entre as principais.
- Primeiro clube com mascote na camisa, em 1981.

Em 1981 críticos de futebol diziam que faltava "peso na camisa" do Bangu para enfrentar os grandes clubes do Brasil. Castor de Andrade (presidente do clube) tratou de colocar seu símbolo (um Castorzinho) no uniforme alvirrubro. O fato é que o Bangu se tornou o primeiro clube estampar o mascote na camisa.
- Primeiro clube com uma presidente mulher no Estado do Rio de Janeiro e talvez no Brasil, em 2003.

Na luta também contra o machismo no futebol, Rita de Cássia Trindade eleita em novembro de 2003, se tornou a primeira mulher a comandar um clube de futebol no Rio de Janeiro.

### Fatos históricos
- Pelé, o maior jogador de todos os tempos, esteve para ser contratado pelo Bangu em 1956 antes de ir para o Santos. Tim era o treinador do alvirrubro e esteve em Bauru-SP, quando já estava tudo certo para ele vir jogar no Bangu. A mãe de Pelé Dona Celeste não aceitou que ele se mudasse para tão longe de São Paulo, e Pelé acabou indo parar no Santos. Este fato também é relatado com  grande destaque no filme Pelé Eterno.[23]
- Leônidas da Silva atuou pelo Bangu em 1951. Foi em um combinado entre Bangu e São Paulo, onde as equipes fizeram 13 jogos na Europa; Leônidas da Silva era o treinador do São Paulo, mas em um momento especial a pedidos da torcida francesa em Paris, o Diamante Negro acabou atuando pelo Combinado em uma partida. A adoração dos franceses por Leônidas da Silva se justifica. Na Copa de 1938, o futebol do "homem borracha" encantou o mundo. Em 19 de abril de 1951, em Paris, o Combinado São Paulo-Bangu venceu por 3 a 2 o Racing, com dois gols de Moacir e um de Zizinho, ambos do Bangu. E foi assim que o Bangu teve Leônidas da Silva e Zizinho jogando juntos no mesmo time.[24]

## Títulos

### Principais títulos
| INTERNACIONAIS | INTERNACIONAIS                  | INTERNACIONAIS | INTERNACIONAIS          |
|                | Competição                      | Títulos        | Temporadas              |
| -------------- | ------------------------------- | -------------- | ----------------------- |
|                | International Soccer League     | 1              | 1960                    |
| INTERESTADUAIS |                                 |                |                         |
|                | Competição                      | Títulos        | Temporadas              |
|                | Torneio Início do Rio-São Paulo | 1              | 1951                    |
| ESTADUAIS      |                                 |                |                         |
|                | Competição                      | Títulos        | Temporadas              |
|                | Campeonato Carioca              | 2              | 1933 e 1966             |
|                | Campeonato Carioca - Série A2   | 4              | 1911, 1914, 2008 e 2025 |
|                | Torneio Início                  | 4              | 1934, 1950, 1955 e 1964 |
|                | Taça Rio                        | 1              | 1987                    |

 Campeão Invicto
Lista do site oficial do clube:

### Títulos Internacionais
- Torneio Triangular Internacional do Equador: 1957;
- Torneio Triangular Internacional de Luxemburgo: 1958;
- Troféu Triangular de Caracas: 1958;
- Torneio Quadrangular Internacional da Costa Rica: 1959;
- Troféu Section ll: 1960 ;
- International Soccer League (American Challenge Cup): 1960 ;
- Torneio Triangular Internacional da Áustria: 1961;
- Torneio Quadrangular Internacional do Equador: 1962;
- Copa do Presidente da Coreia do Sul: 1984
- Torneio Quadrangular Internacional de El Salvador: 1998;
- Torneio de Inverno : 1999;
- BTV Cup: 2015;

#### Torneios nacionais
- Torneio Imprensa: 1943;
- Torneio Quadrangular do Rio de Janeiro: 1957;
- Torneio Triangular de Porto Alegre: 1957
- Torneio Quadrangular do Recife: 1961
- Torneio Quadrangular de Belém do Pará: 1962
- Torneio Quadrangular de Belo Horizonte (Copa Minas): 1967;[12]
- Torneio de Campinas: 1968

#### Taças nacionais (jogos únicos)
- Taça Companhia Aliança da Bahia: 1930 (Bangu 5 x 2 A.A. Bahia)
- Taça Yara: 1930 (Bangu 1 x 0 A.S.D.T.)
- Taça Dr. Guilherme da Silveira Filho: 1953 (Bangu 5 x 3 Atlético Mineiro)
- Taça Ariston Cardoso: 1956 Bangu 7 x 0 Grêmio Itabunense)
- Taça Aurélio do Carmo: 1962 (Bangu 4 x 1 Paysandu)
- Taça Castor de Andrade: 1982 (Bangu 4 x 0 Seleção de Ubá)
- Taça Governador Virgílio Távora: 1982 (Bangu 2 x 1 Ceará)

#### Torneios estaduais
- Taça João Ferrer: 2 vezes — 1907 e 1911;
- Torneio Romeu Dias Pinto: 1972;
- Torneio da Integração (Taça Almirante Heleno de Barros Nunes): 1976;
- Torneio Hilton Gósling: 1977;
- Torneio Comitê de Imprensa: 1980;
- Torneio Quadrangular de Volta Redonda: 1988;
- Taça Estádio Guilherme da Silveira Filho 50 anos: 1997;
- Copa Verão: 2004;

#### Taças estaduais (jogos únicos)
- Taça Sport Club Brasileiro: 1916 (Bangu 2 x 1 Andaraí);
- Taça Liga Bancária de Futebol: 1917 (Bangu 6 x 1 Vila Isabel);
- Taça Federação Brasileira das Sociedades de Remo: 1917 (Bangu 6 x 0 Andaraí);
- Taça Moraes: 1920 (Bangu 4 x 0 Hellênico);
- Taça James Hartley: 1921 (Bangu 3 x 1 Botafogo);
- Taça James Schofield: 1923 (Bangu 4 x 2 Mangueira);
- Taça Oswaldo Gomes: 1936 (Bangu 3 x 1 Olímpico);
- Taça Euvaldo Lodi: 1950 (Bangu 3 x 1 Flamengo);
- Taça Governador Togo de Barros: 1958 (Bangu 7 x 2 Cruzeiro do Sul);
- Taça Semana da Marinha: 1966 (Bangu 3 x 1 Fluminense)
- Taça Euzébio de Andrade: 1980 (Bangu 1 x 0 Campo Grande)
- Taça Joaquim Guilherme da Silveira: 1987 (Bangu 1 x 0 Cabofriense)
- Taça João Galindo: 1998 (Bangu 1 x 0 Rio Cricket)

#### Honoríficos
- Taça de Invencibilidade

(1950 ) Taça dada pela Federação Chilena de Futebol pela excursão invicta do Bangu ao Chile.
- Fita Azul Internacional

(1962 ) Honraria dada pela CBD ao Bangu por 12 partidas de invencibilidade em gramados internacionais contra times estrangeiros. Os países visitados foram: Suriname, Bolívia, Colômbia e Equador.
- Medalha Tiradentes

(2001) Primeiro clube do Rio de Janeiro a escalar um atleta negro em 1905.

#### Categorias de base
- Campeonato Carioca de Juniores: 4

(1952, 1953, 1959, 1987)
- Campeonato da Segunda Divisão de Juniores: 1

(2008)
- Campeonato Carioca Especial Sub-17: 2

(2011 e 2012)
- Torneio Início de Juniores: 4

(1952, 1954, 1958, 1966)
- Torneio Octávio Pinto Guimarães Sub-20: 1

(2003)

#### Aspirantes
- Campeonato Carioca de Aspirantes (2º Quadro): 1

(1950)
* Nota: Corresponde ao Segundo Quadro do elenco titular.

#### Masters
- Campeonato Carioca de Veteranos: 1

(1954)
- Torneio Início de Veteranos: 4

(1941 , 1943 , 1948  e 1954 )

#### Futebol feminino
- Campeonato Carioca Feminino Sub-17: 1

(2010)

## Estatísticas
Participações
|  | Participações em 2026 |

| Competição     | Competição            | Temporadas | Melhor campanha                   | Estreia | Última | P | R |
| Rio de Janeiro | Campeonato Carioca    | 113        | Campeão (1933 e 1966)             | 1906    | 2026   |   | 2 |
| Rio de Janeiro | Série A2 do Carioca   | 8          | Campeão (1911, 1914, 2008 e 2025) | 1910    | 2025   | 3 | – |
| Brasil         | Campeonato Brasileiro | 11         | Vice-campeão (1985)               | 1967    | 1988   |   | 1 |
| Brasil         | Série B               | 8          | 8º colocado (1995 e 2000)         | 1980    | 2000   | 1 | 1 |
| Brasil         | Série C               | 5          | 7º colocado (1990)                | 1990    | 2003   | 1 | – |
| Brasil         | Série D               | 3          | 31° colocado (2021)               | 2017    | 2021   | – |   |
| Brasil         | Copa do Brasil        | 5          | 2ª fase (2011)                    | 2003    | 2020   |   |   |
|                | Copa Libertadores     | 1          | Grupos (1986)                     | 1986    | 1986   |   |   |

## Ranqueamento CBF
O Bangu é atualmente o 168º colocado no ranking da CBF e o sexto nos rankings cariocas de títulos e de pontos ganhos, entre outros.

## Rivalidades
O America é o maior rival do Bangu.
Bangu versus America é conhecido como Clássico Bisavô.
Já Bangu versus Campo Grande é conhecido como o Clássico Rural. Com a decadência da equipe do Campo Grande, o seu maior rival junto com o America é o Madureira.
e Bangu versus Fluminense, também conhecido como Clássico Ban-Flu,o Alvirrubro perde nos confrontos diretos e com uma série de vitórias recentes do Tricolor. Este clássico está empatado na terceira colocação de rivalidades do Bangu junto com:Vasco,Flamengo e Botafogo.
Principais adversários
- Entre 1904 e 2018, de acordo com a página não oficial do clube[26] que lista os seus cerca de 4.000 jogos, as dez equipes com as quais o Bangu disputou mais jogos foram o America FC (283 jogos), o Fluminense FC (263), o Botafogo FR (261), o CR Flamengo (254), o CR Vasco da Gama (235), o Madureira EC (187), o São Cristóvão FR (183), o Bonsucesso FC (168), o Olaria AC (153) e a AA Portuguesa (92 jogos).
- Neste mesmo período, as dez equipes que o Bangu venceu mais vezes foram o America FC (103 vitórias), o Bonsucesso FC (94), o Madureira EC (92), o São Cristóvão FR (89), o Olaria AC (81), o CR Flamengo (63), o Fluminense FC (56), a AA Portuguesa (52), o Botafogo FR (49) e o CR Vasco da Gama (42 vitórias).
- Já as dez equipes com as quais o Bangu mais vezes empatou foram o America FC (68 empates), o Botafogo FR (66), o CR Vasco da Gama (48), o Fluminense FC (47), o Bonsucesso FC (44), o Madureira EC (42), o CR Flamengo (41), o São Cristóvão FR (39) e Olaria AC (38) e o Americano FC (31 empates).
- E as dez equipes que mais sofreram gols do Bangu foram o America FC (513 gols), o São Cristóvão FR (386), o Madureira EC (370), o Bonsucesso FC (369), o CR Flamengo (342), o Botafogo FR (333), o Fluminense FC (303), o Olaria AC (268), o CR Vasco da Gama (265) e o Canto do Rio FC (175 gols).
- Contra times de outros Estados da Federação, os melhores resultados do Bangu são contra o Clube Atlético Mineiro, contra o qual já disputou 22 partidas. O recorde do Bangu em vitórias é contra o próprio Atlético Mineiro e contra a SE Palmeiras, com 7 vitórias sobre cada um. O maior número de empates foi contra o Atlético Mineiro e o EC Bahia, 6 empates com cada um e o maior número de gols também é contra o Atlético Mineiro, com o Bangu tendo marcado um total de 32 gols no confronto contra o Galo.

### O Clássico da Fábrica Bangu
A primeira rivalidade do Bangu surgiu ainda antes da Primeira edição do Campeonato Carioca, e eles nem precisaram atravessar a rua. Sem competições oficiais, o clube se limitava a alguns poucos amistosos com times de fora da fabrica.
Sem a possibilidade de disputar outros campeonatos, foram realizados diversos campeonatos internos dentro da própria fabrica Bangu. Não se sabe ao certo quantas equipes eram ou quantas delas se tornaram de fato profissionais. O que se sabe é que daí surgiu o The Brazil Athletic Club, em 1905.
O The Bangu Athletic Club e o The Brazil Athletic Club se enfrentava com frequência, como preparação para os seus respectivos torneios. Bangu fazia parte da Liga Metropolitana de Sports Athleticos, enquanto o Brazil fazia parte da Liga Sportiva Suburbana, e posteriormente da Liga Sportiva de Football. Os dois clubes disputaram juntos também a Taça João Ferrer.
O "primo do Bangu" teve curta duração e mandava seus jogos no Campo da Rua Ferrer.

## Símbolos

### Cores
- As cores branca e vermelha instituídas como as cores do Bangu, são devidas a iniciativa dos próprios britânicos na fundação, em homenagem, por certo, a São Jorge, padroeiro da Inglaterra e também do Clube.

### Uniformes

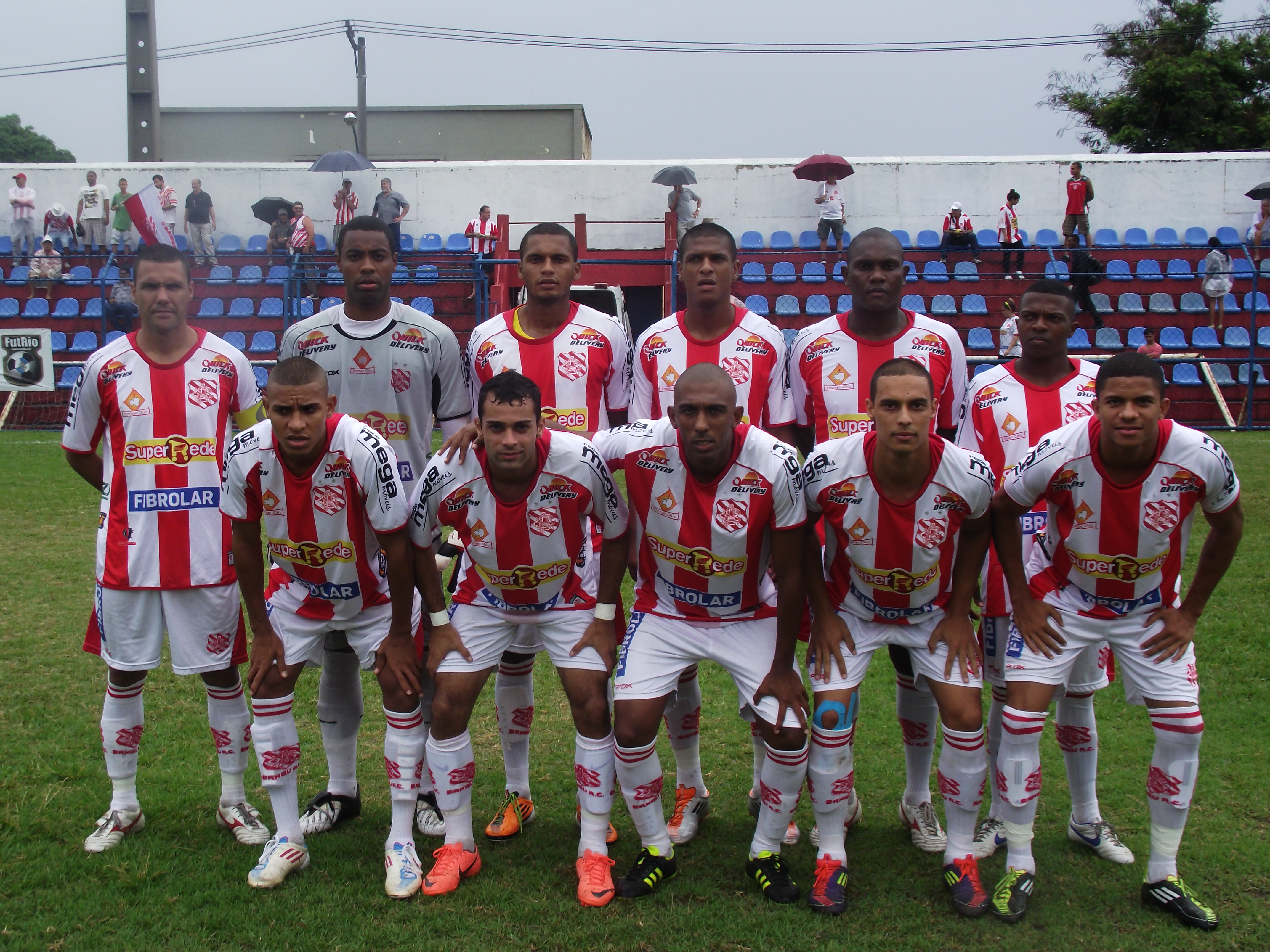
Time profissional em 2012

O seu uniforme é composto por camisas com listras verticais brancas e vermelhas, calções brancos e meias com listas horizontais na mesma cor da camisa, sendo que desde sua fundação o clube tem por meta se desenvolver em três setores: o social, o cultural e o esportivo, pois tanto isso é verdade que no seu escudo, as letras B, A, C não são simples desenhos, cada qual representa um objeto.
O "B" significa um pincenê, espécie de monóculos muito usado no século XX, e que representa o lado "intelectual" do clube.
O "A" é um suporte para pintura de telas, mostrando uma vocação para o lado cultural.
O "C" representa uma ferradura, desejando sorte nas atividades esportivas, tudo isso sobreposto sobre faixas diagonais brancas e vermelhas, desenhado em 1904, pelo chefe da seção de gravura da Fábrica Bangu, o português José Villas Boas.

### Hinos
Foi em 1949 que o compositor Lamartine Babo, famoso por suas "marchinhas" de carnaval compôs os hinos dos clubes do Rio. A gravação, porém, só seria comercializada no ano seguinte, aproveitando a realização da Copa do Mundo no Brasil.
O mais curioso foi como Lamartine teve que escrever os hinos. Há muito tempo, o compositor vinha "enrolando" a gravadora com a entrega das músicas. Com a paciência esgotada, os diretores da indústria fonográfica tiveram a ideia de convidar Lamartine para um baile fictício. Ao chegar no lugar, não havia festa alguma, mas sim irritados empresários que prenderam o boêmio e só o deixariam sair depois que escrevesse a letra dos hinos de todos os clubes da cidade do Rio de Janeiro.
E foi assim que o "malandro" Lamartine Babo, enfim, entregou as músicas à gravadora. Torcedor fanático do America, deixou para compor o hino do seu clube por último, e com certeza o fez um dos mais belos do país. O hino do Bangu também ficou pronto naquela noite, e como curiosidade, cita em sua letra o nome do grande craque Domingos da Guia.
Em 1966 os torcedores Juarez Silva, Wilson Amorim e Walter Pires compuseram o chamado "Hino ao Bangu". Gravaram junto com as marchinhas de carnaval dedicadas ao clube. Até o momento não é o hino oficial, mas é cantado nas arquibancadas do estádio Proletário e valorizado especialmente por ser escrito por banguenses, já que o hino oficial é escrito por um torcedor do America, o principal rival do alvirrubro. Neste hino está um dos lemas dos torcedores alvirrubros "Somos Bangu! Eternamente Bangu!".

### Mascote
O seu mascote é um castor, em alusão ao bicheiro Castor de Andrade, que foi presidente de honra e grande financiador do Bangu durante parte da década de 1960, tendo se afastado na década de 1970, e retornado na década de 1980, ficando até 1988, com recursos provenientes do jogo do bicho, sendo o grande responsável pela conquista do título de campeão carioca de futebol de 1966 e pelo vice-campeonato brasileiro de 1985, perdendo a decisão para o Coritiba na final, na disputa de pênaltis, no Maracanã.

## Torcida
Em 1948 a torcida do Bangu representava 0,8% dos torcedores da cidade do Rio de Janeiro, em 1951 1,8%, em 1954 2% e em 1959 1%, variando entre a sexta e a sétima colocação, disputando nesses anos posição com o São Cristóvão, então, um clube mais pujante.
A torcida do Bangu, concentrada no bairro que o clube carrega no nome, foi identificada pela pesquisa de torcidas IBPS 2008 (antes disso, 1% no Estado do Rio de Janeiro em 1983), como tendo 0,3% dos torcedores do município do Rio de Janeiro, cerca de 20.000 pessoas, número que pode ser ainda maior, dadas as margens de erros das pesquisas.
Timemania
Posição do Bangu na Timemania da Loteria Federal:
| Ano  | Posição | Nº de Apostas | %     |
| ---- | ------- | ------------- | ----- |
| 2009 | 42º     | 413.696       | 0,75% |
| 2010 | 41º     | 472.450       | 0,78% |
| 2011 | 40º     | 679.315       | 0,85% |
| 2012 | 35º     | 1.168.579     | 0,93% |

Torcidas organizadas
- Super Bangu - Fundada em 19 de fevereiro de 2002
- Bangoró - Fundada em 22 de maio de 2009
- Banfiel - Fundada em 22 de outubro de 2005
- Banguçalo - Fundada em 20 de agosto de 2000
- Movimento Popular Castores da Guilherme (Barra brava) - Fundada em 21 de novembro de 2011
- Gigante da Oeste - Fundada em 21 de junho de 2017

## Jogadores destacados
Jogadores que, no mundo, só jogaram pelo Bangu Atlético Clube
 Jogadores que, no Brasil, só jogaram pelo Bangu Atlético Clube
 Jogadores que, no Rio de Janeiro, só jogaram pelo Bangu Atlético Clube
Esta é uma lista de jogadores de destaque que já passaram pelo Bangu:
| - Ademir Batista - Ademir da Guia - Ado - Aladim - Ari Clemente - Arturzinho - Baby - Benedito Dantas - Calazans | - Cláudio Adão - Décio Esteves - Domingos da Guia - Ernâni - Euclides - Fausto dos Santos - Fidélis - Frederico Pinheiro - Gilmar | - Gílson Paulino - Hilton - Ladislau da Guia - Luiz da Guia - Marinho - Mário - Mário Tito - Mauro Galvão - Médio da Guia | - Moacir Bueno - Nando - Nilton dos Santos - Nívio Gabrich - Paulo Borges - Plácido - Ubirajara Motta - Zizinho |

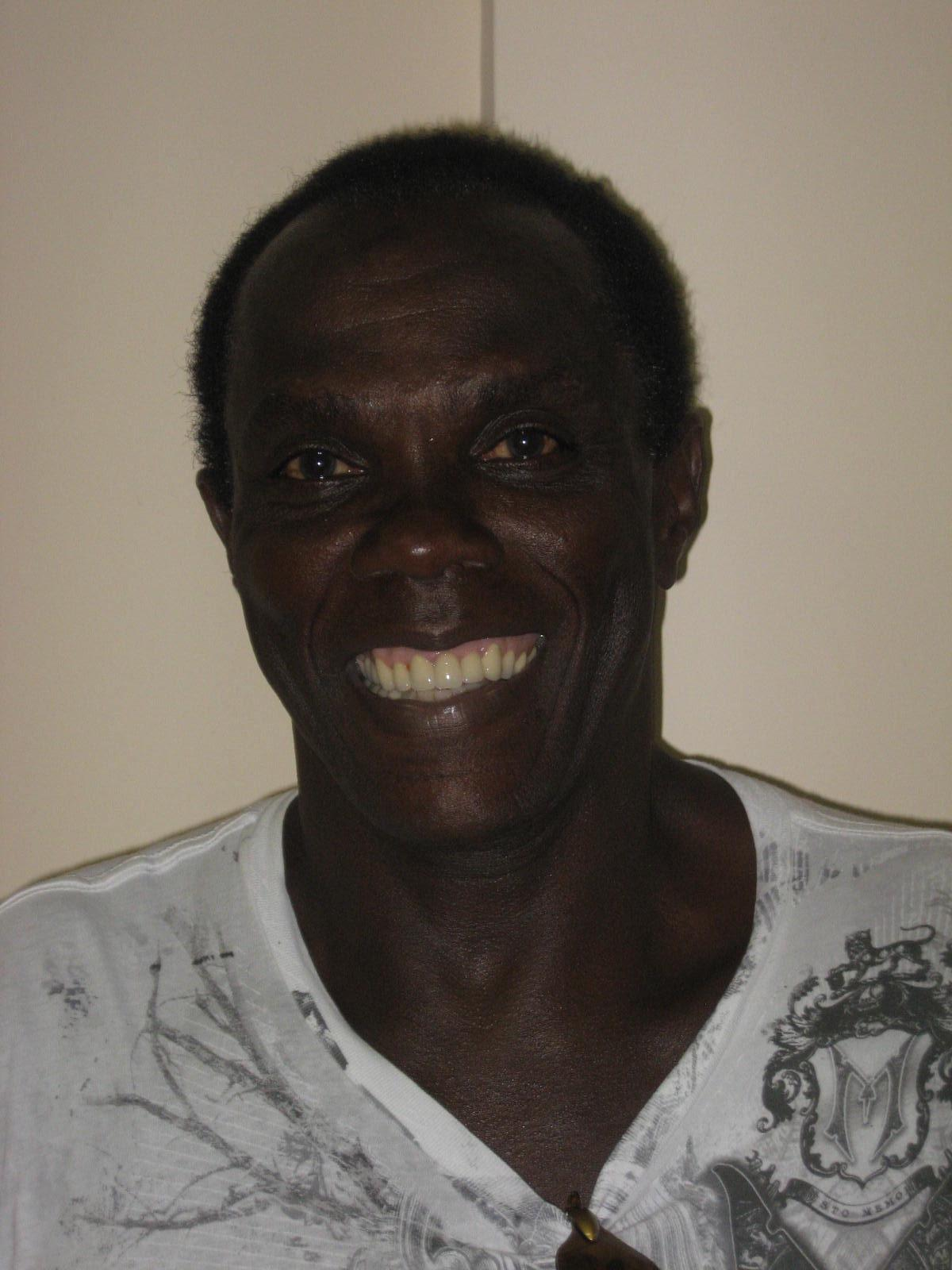
O ex-artilheiro Cláudio Adão.
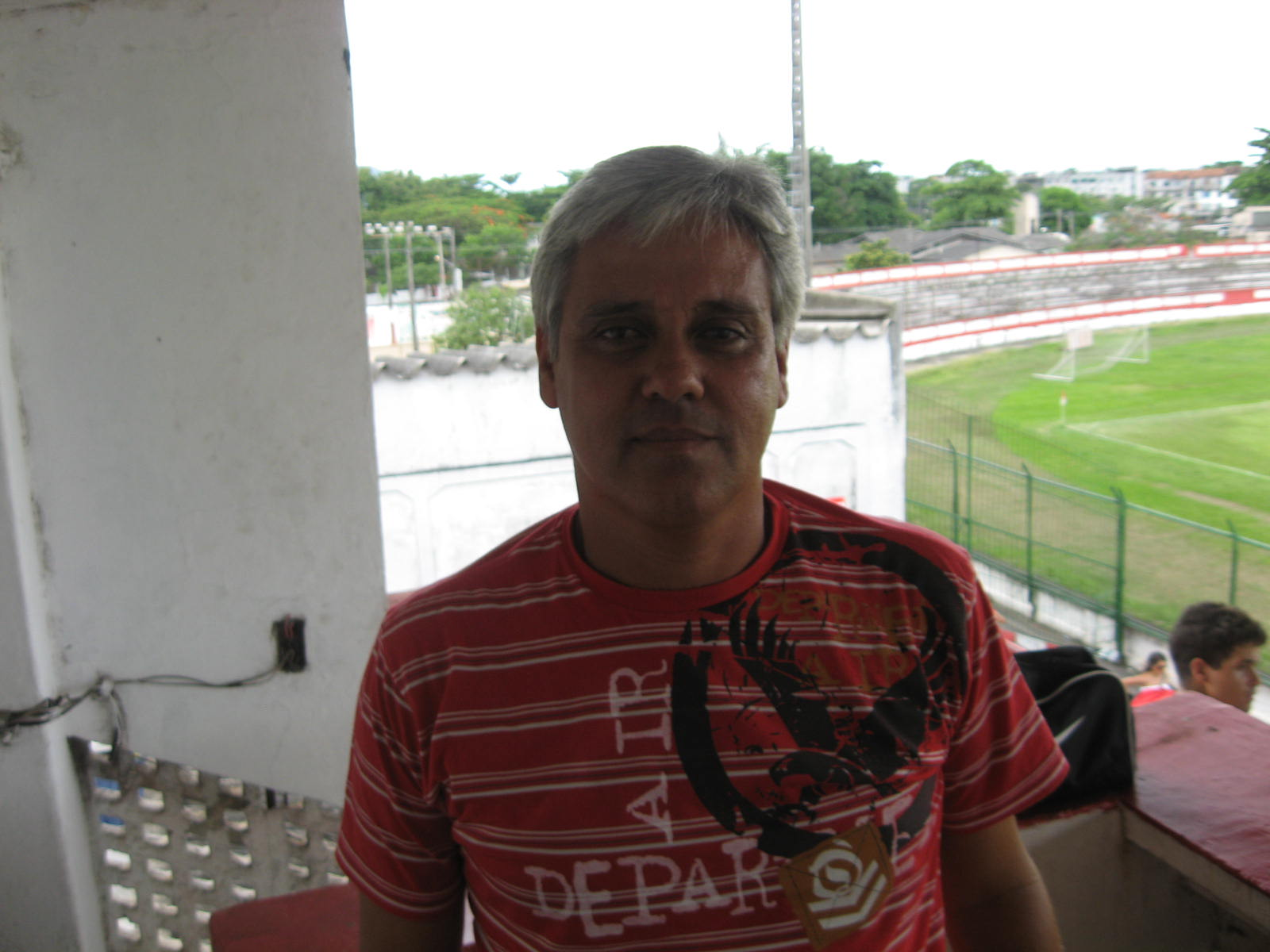
Baby, ex-lateral-esquerdo Bola de Prata da Revista Placar em 1985
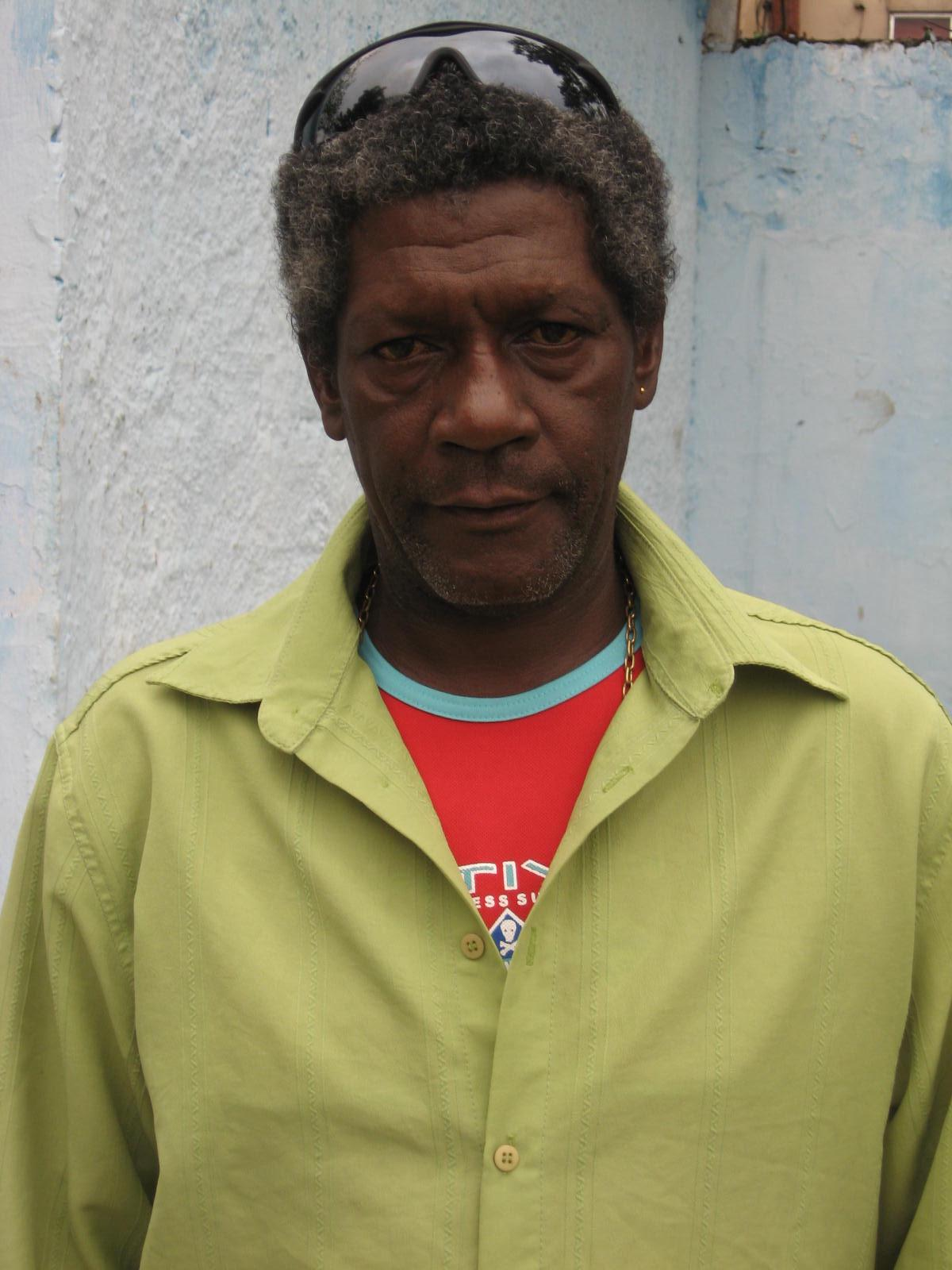
Marinho, o grande ídolo mais recente.
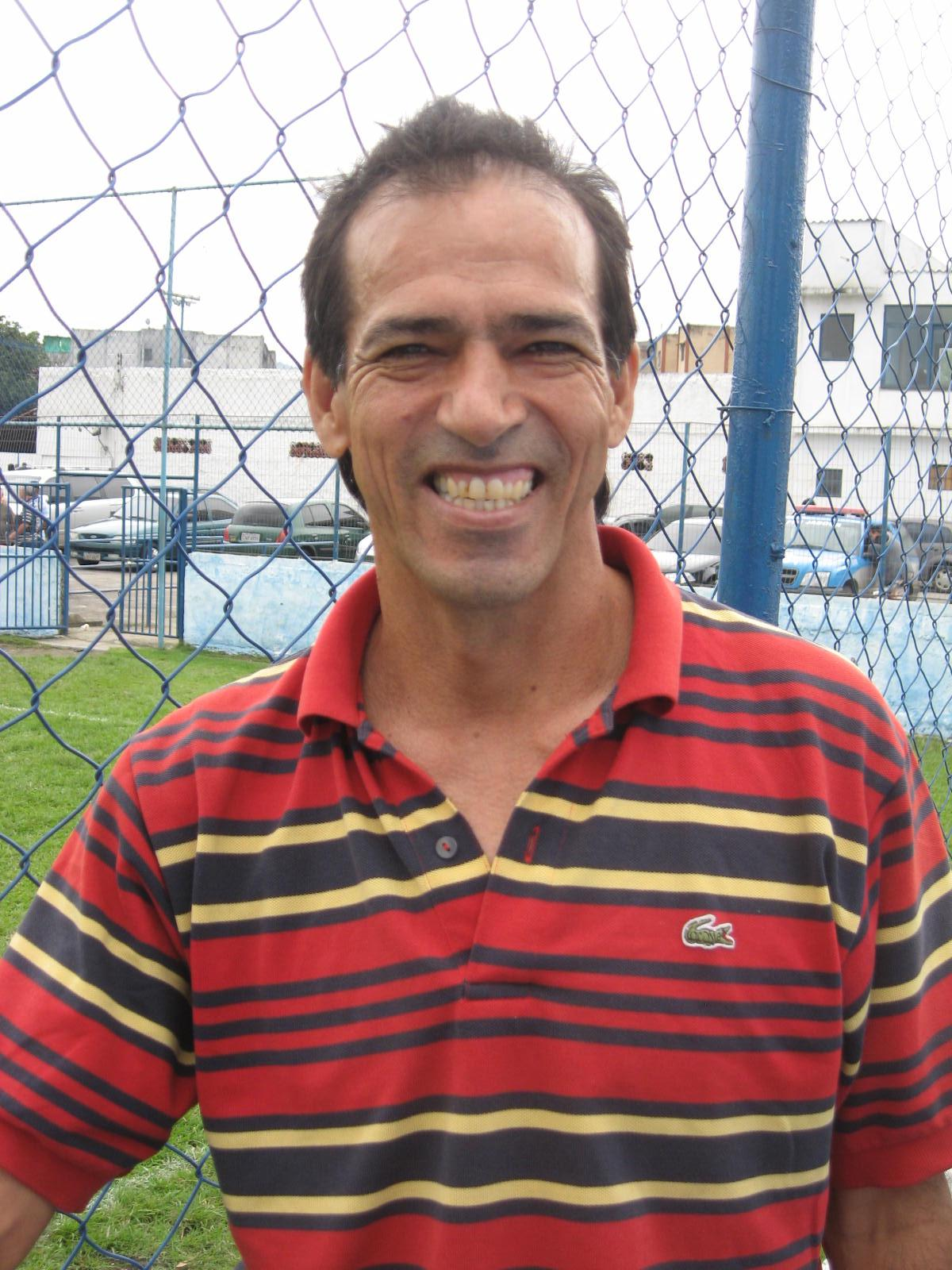
Ado, ex-atacante e ídolo nos anos 1980.
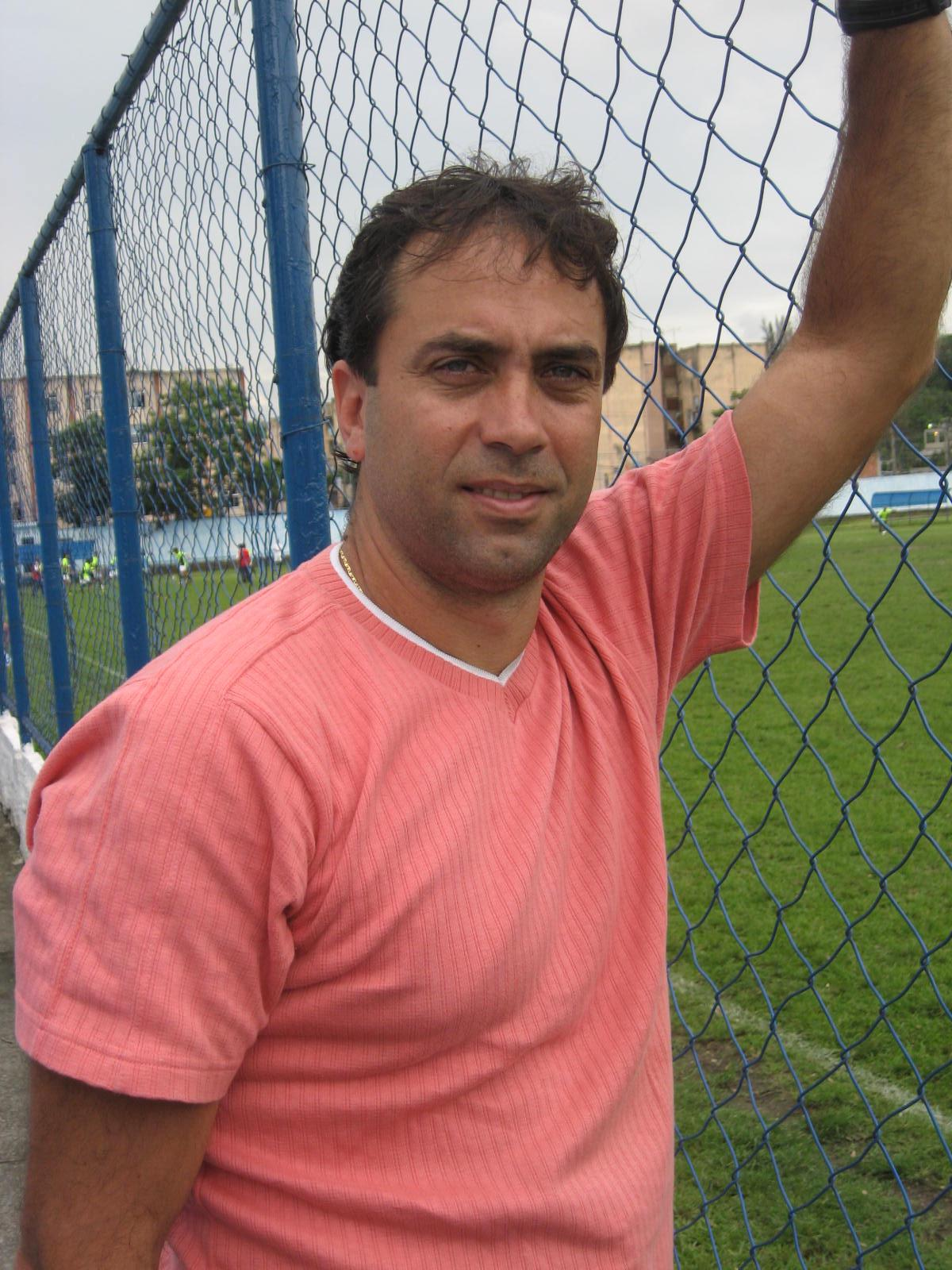
Nando, ex-atacante do Bangu nos anos 1980.
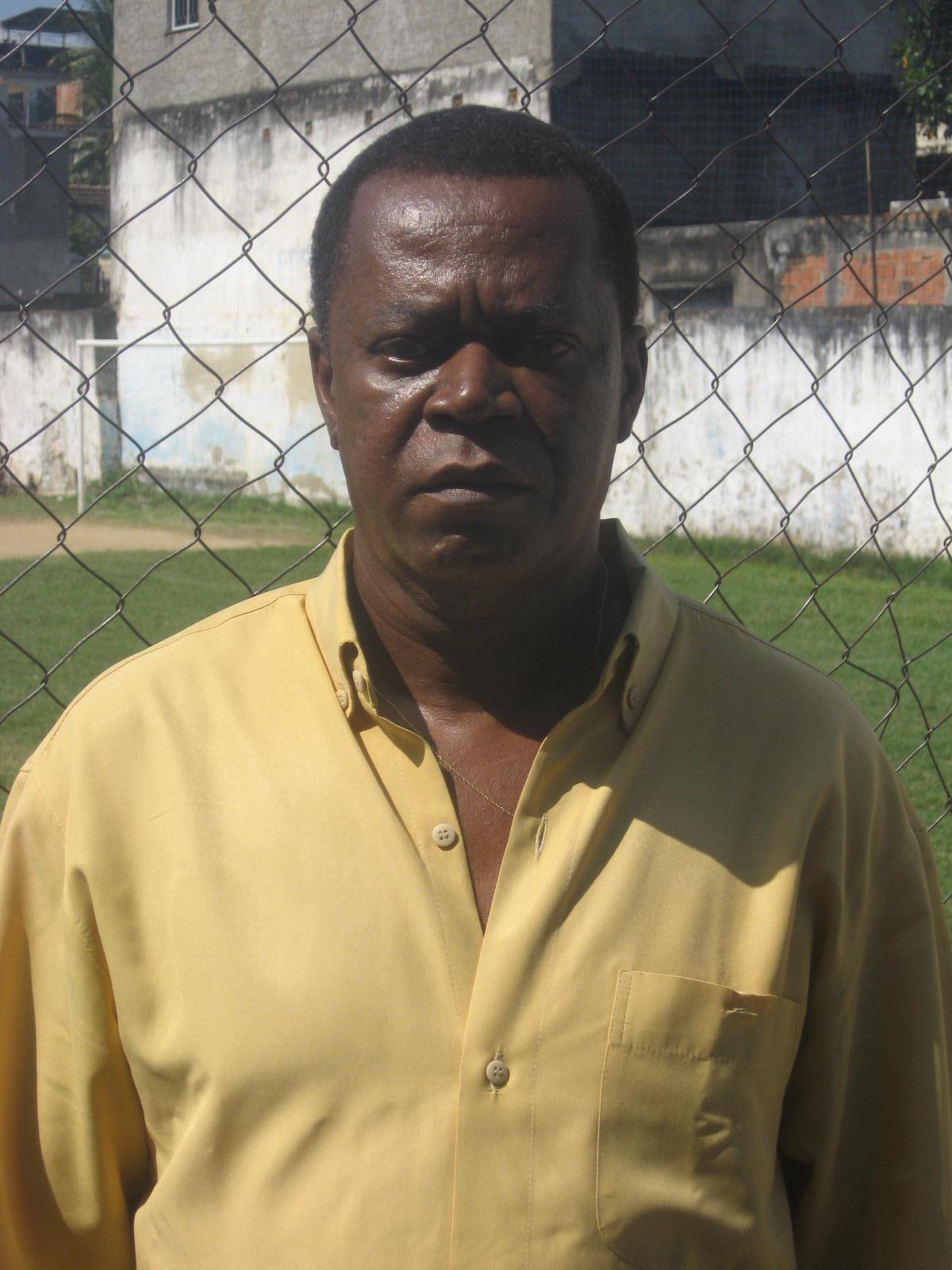
Gílson Paulino
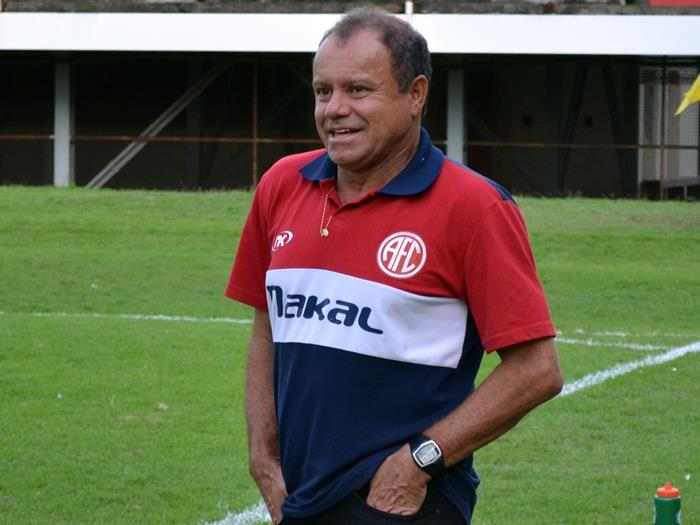
Arturzinho

Seleção de todos do tempos do Bangu
Formação da seleção 4-3-3.
- Técnico: Tim, Auxiliar: Moisés.

| Goleiros                        | Defesa                                                                                                  | Meio                                                                     | Ataque                                                                   |
| ------------------------------- | --- | ------------------------------------------------------------------------ | ------------------------------------------------------------------------ |
| Ubirajara Motta Gilmar Euclides | Fidélis Domingos da Guia Zózimo Nilton dos Santos Ademir Batista Mauro Galvão Luiz da Guia Ari Clemente | Fausto dos Santos Zizinho Arturzinho Médio da Guia Ademir da Guia Aladim | Paulo Borges Marinho Ladislau da Guia Plácido Moacir Bueno Nívio Gabrich |

- Seleção de todos os tempos do Bangu
- Seleção do Centenário do Bangu

## Treinadores

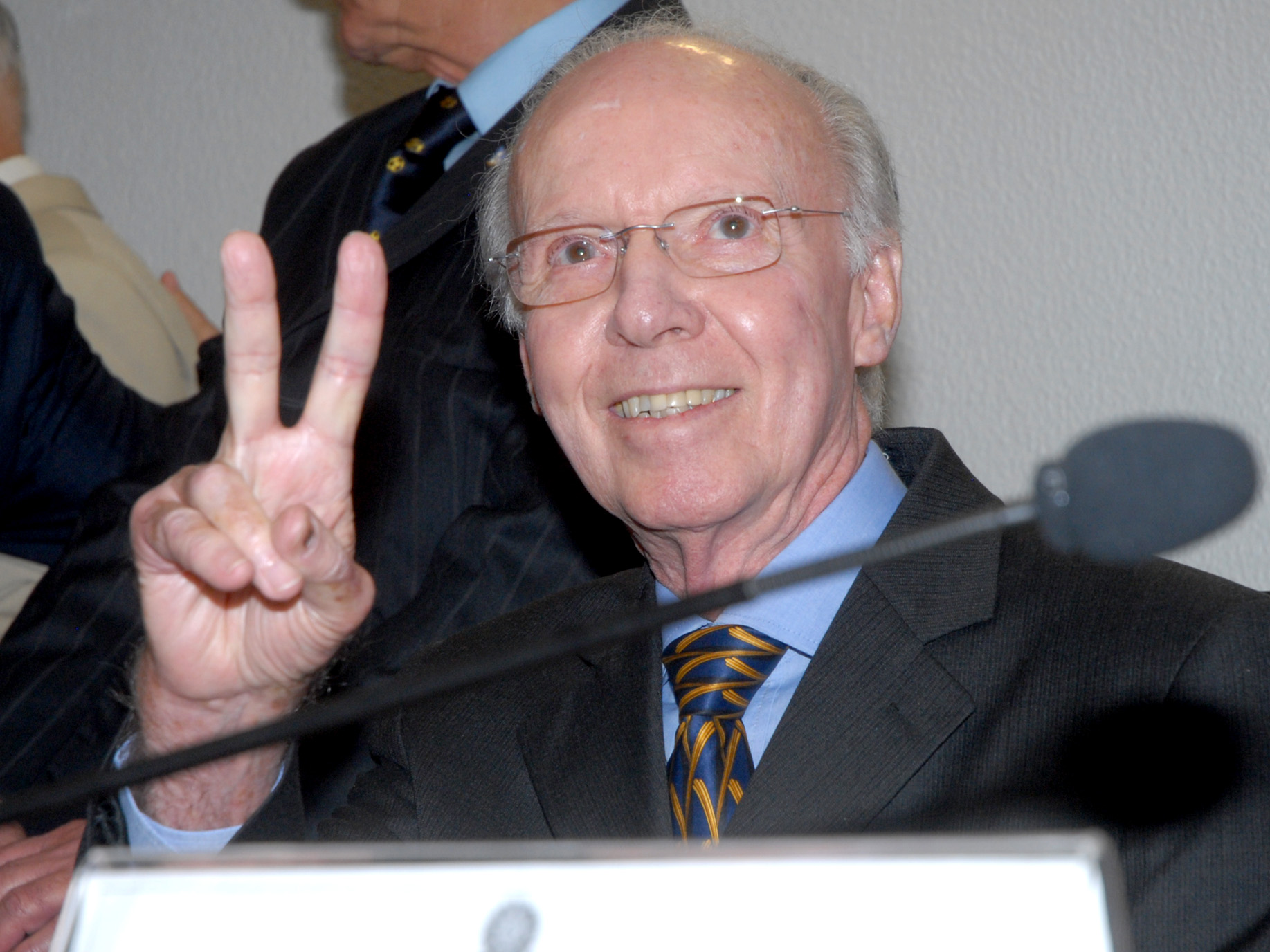
Zagallo foi um dos principais técnicos da história do Bangu

Esses são os principais treinadores:
| Brasileiros - Ademar Pimenta - Alfredo Sampaio - Antônio Lopes Júnior - Aymoré Moreira - Cleimar Rocha - Dé - Didi - Edson Mazola - Evaristo de Macedo - Flávio Costa - Gentil Cardoso - Luís Vinhaes - Martim Francisco - Moisés - Paulo César Carpeggiani - Pinheiro - Tita - Tim - Vava - Yustrich - Zagallo - Zé Maria - Zizinho - Zózimo | Estrangeiros - Alfredo González - Menotti Manfrenatte - Ondino Viera - Plácido Monsores |

## Presidentes
| Ano(s)      | Presidente                           |
| 1904        | William French                       |
| 1905        | José Villas Boas                     |
| 1906 - 1907 | William French                       |
| 1908 - 1909 | James McGregor                       |
| 1909 - 1910 | Andrew Procter                       |
| 1911 - 1914 | James Hartley                        |
| 1915 - 1917 | Noel de Carvalho                     |
| 1918        | José Villas Boas                     |
| 1919        | Firmino de Carvalho                  |
| 1920 - 1921 | Ary de Azevedo Franco                |
| 1922 - 1928 | James Schofield                      |
| 1929 - 1930 | Antonio Pedroso Reis                 |
| 1931 - 1934 | José Alberto Guimarães               |
| 1935 - 1936 | Miguel José Pedro                    |
| 1937 - 1949 | Guilherme da Silveira Filho          |
| 1949        | Eugênio Barbosa Paixão               |
| 1949 - 1956 | José Ramos Penedo                    |
| 1957 - 1958 | Fausto Guimarães de Almeida          |
| 1959 - 1962 | Maurício Cesar Buscácio              |
| 1963 - 1968 | Euzébio Gonçalves de Andrade e Silva |
| 1969 - 1970 | Elias Gaze                           |
| 1970        | Orlando Lopes                        |
| 1971        | José Augusto Salgado de Carvalho     |
| 1972        | José Vital                           |
| 1973 - 1974 | Rubens de Freitas                    |
| 1975 - 1976 | Maurício Cézar Buscácio              |
| 1977 - 1979 | Sergio Carlos Soares Saraiva         |
| 1980 - 1982 | Antenor Vicente Corrêa Filho         |
| 1983 - 1988 | Rui Esteves das Dores Filho          |
| 1989 - 1991 | Rubens Lopes da Costa Filho          |
| 1992 - 1993 | Carlos Teixeira Martins              |
| 1994 - 1998 | Antídio Vieira Dantas Filho          |
| 1999 - 2000 | Jorge Francisco Varela da Costa      |
| 2001 - 2002 | Rubens Lopes da Costa Filho          |
| 2003        | João Paulo Giancristóforo            |
| 2003 - 2006 | Rita de Cássia Trindade              |
| 2007 - 2020 | Angelo Marques Ferreira              |